# Mujeres insólitas
Mujeres insólitas fue una serie de televisión, emitida por TVE en 1977, con dirección de Cayetano Luca de Tena, guiones de José López Rubio, decorados de Emilio Burgos y música de Julio Mengod.

## Argumento
La serie recrea, en cada uno de sus episodios, momentos relevantes de mujeres que fueron destacadas a lo largo de la Historia, como Cleopatra, la Princesa de Éboli, Inés de Castro o Ana Bolena. El hilo conductor es el personaje de Pepe, pícaro personaje ataviado al modo actual e interpretado por el actor Luis Varela.

## Capítulos e intérpretes
- El ángel atosigador (1 de febrero de 1977)     
  - María del Puy  ... Marquesa de Brinvilliers
  - Juan Santamaría  ... Marques de Brinvilliers
  - Carlos Ballesteros  ... Sainte-Croix
  - Vicente Vega ... Señor D'Aubry
  - Jaime Blanch  ... Descrez
  - José Franco  ... Comisario Picard
  - Gabriel Llopart  ... Presidente Lamoignon
  - Julia Tejela  ... Ama de llaves
  - Joaquín Pamplona  ... Oficial de Policía
  - María Álvarez  ... Monja
  - Luis Varela  ... Pepe

- La segunda señora Tudor (8 de febrero de 1977)     
  - Teresa Rabal  ... Ana Bolena
  - Javier Loyola  ... Enrique VIII
  - Andrés Mejuto  ... Tomás Moro
  - José María Caffarel  ... Cardenal Wolsey
  - Gabriel Llopart  ... Norlok
  - Alfredo Cembreros  ... Chamberlain
  - Encarna Paso  ... Catalina de Aragón
  - Montserrat Julió  ... Lady Isabel
  - Luis Varela  ... Pepe

- La tumultuosa Princesa de Eboli (15 de febrero de 1977)     
  - Marisa de Leza  ... Princesa de Eboli
  - Ricardo Merino  ... Antonio Pérez
  - Miguel Ángel  ... Felipe II
  - Rafael Navarro ... Ruy Gómez de Silva
  - Luisa Sala  ... Teresa de Jesús
  - Lola Lemos  ... Condesa de Melito
  - Ignacio de Paúl  ... Conde de Melito
  - Julia Trujillo  ... Madre Isable
  - Francisco Sanz  ... Conde de Cifuentes
  - Enrique Vivó  ... Escobedo
  - Álvaro de Luna  ... Capitán
  - Luis Varela  ... Pepe

- Nuestra Señora de Termidor (22 de febrero de 1977)     
  - María Massip  ... Teresa Cabarrús
  - Manuel Tejada  ... Juan Lamberto
  - Carmen Lozano  ... María Antonia
  - Enrique Cerro  ... Barrás
  - José Caride  ... Francisco Cabarrús
  - Estanis González  ... Comisario
  - Joaquín Pamplona  ... Policía
  - Diana Salcedo  ... Señora Boyer
  - Luis Varela  ... Pepe

- La Sierpe del Nilo (1 de marzo de 1977)     
  - Rocío Dúrcal  ... Cleopatra
  - Luis Prendes  ... Julio César
  - Víctor Valverde  ... Marco Antonio
  - Jesús Nieto  ... Tolomeo
  - Vicente Vega  ... Teodoto
  - José Franco  ... Eunuco
  - Luis Varela  ... Pepe

- La reina después de muerta (8 de marzo de 1977)     
  - Carmen de la Maza  ... Inés de Castro
  - Tomás Blanco  ... Infante Don Juan Manuel
  - Andrés Mejuto  ... Alfonso IV de Portugal
  - Manuel Gallardo  ... Príncipe Don Pedro
  - Estanis González  ... Diego Lopez Pacheco
  - Miguel Ángel  ... Pedro Coelho
  - Rafael Navarro  ... Miguel Ángel Alvar González
  - Gabriel Llopart  ... Embajador de Castilla
  - Mercedes Sampietro  ... Doña Constanza
  - Almudena Cotos ... Infanta de Navarra
  - Ramón Durán  ... El Contestable
  - Lola Muñoz  ... Violante
  - Luis Varela  ... Pepe

- La reina loca de amor (15 de marzo de 1977)     
  - Julia Gutiérrez Caba  ... Juana de Castilla
  - Manuel Tejada  ... Felipe, el Hermoso
  - Luisa Sala  ... Isabel I de Castilla
  - Jaime Blanch  ... Francisco de Borja
  - Gabriel Llopart  ... Luis XII de Francia
  - Rafael Navarro  ... Cardenal Cisneros
  - José Crespo  ... Almirante de Castilla
  - José Caride  ... Don Juan Manuel
  - Ramón Durán  ... Fray Matienzo
  - José Blanch  ... Don Juan de Fonseca
  - Jesús Enguita  ... Maestro de Ceremonias
  - José Morales ... Gran Chambelan
  - Luis Varela  ... Pepe

- La viuda roja (22 de marzo de 1977)     
  - María Luisa Merlo  ... Margarita Steinhel
  - Ramón Durán  ... Stenheil
  - Jesús Enguita  ... Bonnat
  - Andrés Mejuto  ... Juez Laydet
  - Tomás Blanco  ... Juez Andre
  - Gabriel Llopart  ... Mauricio Sorderel
  - Rafael Navarro  ... Fiscal
  - Félix Navarro  ... Eugenio Locard
  - Manuel Torremocha  ... Presidente del Tribunal
  - Joaquín Pamplona  ... Señor Japi
  - Ana del Arco  ... Señora Japi
  - Mario Álex ... Presidente del Club Alpino
  - Julián Argudo ... Presidente Felix Faure
  - Mery Leyva  ... Marietta Wolff
  - Roberto Cruz  ... Remy Coullard
  - José Luis Heredia  ... Doctor Almeray
  - José Enrique Camacho  ... Jean Hamlin
  - Luis Varela  ... Pepe